# Phenacorhamdia
Phenacorhamdia is een geslacht van straalvinnige vissen uit de familie van antennemeervallen (Heptapteridae).

## Soorten
- Phenacorhamdia anisura (Mees, 1987)
- Phenacorhamdia boliviana (Pearson, 1924)
- Phenacorhamdia hoehnei (Miranda Ribeiro, 1914)
- Phenacorhamdia macarenensis Dahl, 1961
- Phenacorhamdia nigrolineata Zarske, 1998
- Phenacorhamdia provenzanoi DoNascimiento & Milani, 2008
- Phenacorhamdia somnians (Mees, 1974)
- Phenacorhamdia taphorni DoNascimiento & Milani, 2008
- Phenacorhamdia tenebrosa (Schubart, 1964)
- Phenacorhamdia unifasciata Britski, 1993